# 柴基夫卡 (尼古拉耶夫州)
47°44′53″N 30°26′10″E / 47.74806°N 30.43611°E
柴基夫卡（羅馬化：Chaikivka），2024年9月前名为克拉斯諾皮尔（烏克蘭語：Краснопіль），是烏克蘭的村落，位於該國南部尼古拉耶夫州，由五一城區弗拉迪伊夫卡市镇負責管轄，始建於1795年，面積1.35平方公里，海拔高度82米，2001年人口279，人口密度每平方公里206.7人。
2024年9月19日，乌克兰最高拉达将此村的名字改为柴基夫卡。